# Лобачёва (река)
Лобачёва (в верховье — Елбагач) — река в России, протекает по Томской области. Устье реки находится в 5 км по левому берегу Карнауховской протоки, впадающей в Обь в 2652 км от устья по левому берегу. Длина реки составляет 60 км, площадь водосборного бассейна — 913 км². Притоки — Аверичева, Карлыгач, Кайтес.

## Данные водного реестра
По данным государственного водного реестра России относится к Верхнеобскому бассейновому округу, водохозяйственный участок реки — Обь от Новосибирского гидроузла до впадения реки Чулым, без рек Иня и Томь, речной подбассейн реки — бассейны притоков (Верхней) Оби до впадения Томи. Речной бассейн реки — (Верхняя) Обь до впадения Иртыша.